# 岡山朝鮮初中級学校
岡山朝鮮初中級学校（おかやまちょうせんしょちゅうきゅうがっこう、오까야마조선초중급학교）は、岡山県倉敷市水島にある朝鮮学校。
日本の幼稚園・小中学校に相当する教育を行っている各種学校（非一条校）である。

## 概要
- 岡山県および広島県西部・山陰地域からの生徒が中心である。寄宿舎も設置されている。

## 沿革

### 現 岡山朝鮮初中級学校
- 2000年 - 岡山朝鮮初中級学校と倉敷朝鮮初中級学校を統合して現体制となる
- 2010年 - 「学習模範学校」称号を獲得

### 旧 岡山朝鮮初中級学校
- 1945年10月21日 - 国語講習所として朝聯福島学院が設立
- 1946年11月5日 - 岡山市東田町に岡山朝聯学校落成開校
- 1947年 - 2階建16教室を擁する校舎を増設
- 1949年10月19日 - 朝鮮人学校閉鎖令により廃校
- 1952年 - 岡山市奥田に仮校舎を設置
- 1956年
  - 4月 - 岡山市東古松に岡山朝鮮初中級学校として新校舎落成
  - 総聯中央による現地指導、自主学校設立大衆運動展開
- 1960年4月 - 中級部校舎と寄宿舎落成
- 1963年 - 附属幼稚班設立
- 1965年7月 - 中央教育研究大会にて学校表彰
- 1967年3月31日 - 学校法人認可獲得
- 1974年6月30日 - 鉄筋3階建の校舎を岡山市藤田に落成
- 2000年 - 旧倉敷朝鮮初中級学校に統廃合

### 倉敷朝鮮初中級学校
- 設立年月日不明 - 児島地区に児島朝鮮人学校創立
- 1945年
  - 10月19日 - 倉敷市連島青葉町の旧三菱女子挺身隊寄宿舎に水島朝鮮学校を創立
  - 11月 - 倉敷市本町（旧向市場町）に倉敷朝鮮人学校創立
- 1946年4月 - 水島朝鮮学校が倉敷市連島明神町の旧三菱重工業工員宅へ移転
- 1949年 - 朝鮮人学校強制閉鎖令
- 1950年2月～3月 - 倉敷朝鮮人学校強制閉鎖、水島朝鮮学校強制閉鎖
- 1951年
  - 水島朝鮮学校完全閉鎖、日本学校の分校として発足（初級部は西浦小学校亀島分校、中級部は連島中学校亀島分校へ）
  - 倉敷・水島・五軒屋・松江・緑町・春日町・玉島地区に夜間学校設置
- 1957年9月1日 - 水島朝鮮人学校開校
- 1967年 - 倉敷朝鮮初中級学校が認可獲得
- 1970年12月13日 - 倉敷朝鮮初中級学校校舎落成
- 1982年6月 - 倉敷愛好会発足
- 1985年3月 - 「オモニ会」会議室建設
- 1986年4月 - 幼稚園増設
- 1988年4月 - 中四国地域で初となる助成金・倉敷市助成金獲得
- 1998年9月27日 - 倉敷朝鮮初中級学校に「ピンナラ寮」創設
- 1999年4月 - 山陰朝鮮初中級学校を統合
- 2000年4月 - 旧岡山朝鮮初中級学校を統合し、校名を現校名へ改称

## 学科
- 中級部
- 初級部
- 幼稚班

## 出身者
- 梁圭史（元プロサッカー選手）
- 李漢宰（プロサッカー選手）

## 生徒数
2015年6月の時点で90人
2025年6月の時点で67人

## 所在地
- 〒712-8022 岡山県倉敷市水島北緑町2-3